# Naomi Dubois
Naomi Dubois is een personage uit de Vlaamse soapserie Wittekerke dat werd gespeeld door Yvonne Ristie. Ze was te zien in het tweede en derde seizoen, van 1994 tot 1996.

## Personage
Naomi is de vriendin van Marcel en komt van het Nederlandse eiland Aruba. Tante Jos kan haar niet uitstaan en dit zorgt voor veel grappige scènes in De Schorre. Uiteindelijk trouwt ze met Marcel.

## Dood
Ze komt samen met Chris om het leven in de auto van Bob. Stef heeft hier een tijdbom onder gezet en deze ontploft op het moment dat Naomi en Chris in de auto zitten.

## Familie
- Marcel Deleu (man)
- Chris Deleu (stiefzoon)
- Victor Dubois (broer)